# Raménkové blokády
Raménkové blokády jsou poruchy vedení srdečního vzruchu po převodním systému srdečním, konkrétně prodloužené či úplně přerušené vedení Tawarovými raménky - tedy mezi větvením Hisova svazku a svalovinou srdečních komor. V těchto případech dochází k šíření vzruchu po srdečních komorách abnormální cestou – část svaloviny je obvykle aktivovaná fungujícím raménkem, a do oblasti, kam normálně vede vzruch poškozené raménko, se tento šíří po svalovině pracovního myokardu. Pracovním myokardem se vzruch šíří pomaleji, trvá tedy delší dobu než se impulz dostane do "odlehlejších" částí svaloviny. Na elektrokardiogramu se raménková blokáda projeví změnou tvaru QRS komplexu (který odpovídá elektrické aktivitě komor) a obvykle jeho rozšířením nad 0,12 s.

## Typy raménkových blokád
Závisí především na lokalizaci poruchy vedení - ta může být v pravém či levém raménku nebo až za rozdělením levého raménka v jeho předním či zadním svazku. Mohou se také kombinovat poruchy vedení pravým raménkem a jedním ze svazků levého raménka, což se označuje jako bifascikulární blokáda. V případě přerušeného vedení pravým i levým raménkem resp. pravým i oběma svazky levého raménka (označováno jako trifascikulární blokáda) vzniká úplná atrioventrikulární blokáda s náhradním komorovým rytmem.

### Blokáda levého raménka Tawarova (BLRTw)

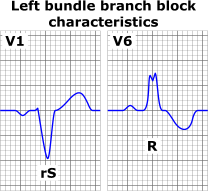
EKG nález u BLRTw

Pravá komora je aktivovaná normální cestou (pravým raménkem), mezikomorová přepážka zprava doleva (normálně je aktivovaná zleva doprava) a levá komora je aktivovaná cestou pracovního myokardu zprava se zpožděním. Na EKG se projeví rozšířením QRS nad 120 ms, obrazem rS či QS ve svodech V1 a V2 a RsR´ ve V6. T vlna má opačnou výchylku oproti převažující výchylce QRS komplexu.
Příčiny: obvykle je známkou závažnější srdeční poruchy, například se vyskytuje u akutního infarktu myokardu, těžké chronické ischemické chorobě srdeční, aortální stenóze, aortální regurgitace, těžké hypertenze, kardiomyopatiích, po kardiochirurgických výkonech a podobně.
Důsledky: porucha vede k opožděné aktivaci levé komory a tak ke ztrátě synchronizace srdečního stahu - levá komora se stahu později než pravá. U osob se srdečním selháním vede tento stav ke zhoršení srdečního výdeje. To vedlo k zavedení tzv. resynchronizační terapie, kdy se do levé komory zavádí stimulační elektroda, která zajišťuje dřívější aktivaci komory a obnovením synchronie také zlepšení srdečního výdeje. Jeho přítomnost zvyšuje riziko srdečního selhání a náhlé srdeční smrti.

### Blokáda pravého raménka Tawarova (BPRTw)
Pravá komora je aktivovaná zleva se zpožděním oproti levé komoře, mezikomorová přepážka normálním směrem. Na EKG se projeví obrazem rSR´ ve svodech V1, V2 a obvykle širokým S ve svodech V5, V6, I, aVL. O úplné (kompletní) blokádě mluvíme při rozšíření QRS komplexu nad 0,12 s, o neúplné (inkompletní) při šíři QRS komplexu mezi 0,1 a 0,12 s.
Příčiny: nemoci plic a plicního oběhu (chronická obstrukční plicní nemoc, plicní embolie - poruchy, které vedou k plicní hypertenzi), nemoci pravostranných srdečních oddílů (chlopenní vady, defekt septa síní), kardiomyopatie, může být ale nalezen i u zdravého jedince, zejména obraz neúplné blokády se může vyskytovat u mladých vytrvalostních sportovců, u nichž dochází k objemovému přetěžování pravé komory . S rostoucím věkem se jeho výskyt zvyšuje.

### Blokáda předního svazku levého raménka Tawarova (přední hemiblok)
Je poměrně často nalézanou odchylkou. Porušeno je vedení předním svazkem levého raménka, což se na EKG projeví rotací srdeční osy doleva (osa -45 až -60 stupňů), obrazem rS ve svodech II, III, aVF a qR v I a aVL.
Příčiny: akutní infarkt myokardu přední či spodní stěny, kardiomyopatie, aortální chlopenní vady, degenerativní změny převodního systému

### Blokáda zadního svazku levého raménka Tawarova (zadní hemiblok)
Je mnohem vzácnější než přední hemiblok. Zadní svazek je silnější, má dvojí cévní zásobení a je tak odolnější vůči poškození. Jeho výskyt je projevem závažnějšího poškození srdce. Na EKG dochází ke stočení osy doprava (osa nad +120 stupňů), obrazu hlubokéro S ve svodu I, rS v aVL, vyššího R ve II, III, aVF.

### Bifascikulární blokáda pravého a předního svazku levého raménka Tawarova
Je kombinací poruchy vedení pravým raménkem a předním svazkem levého. Na EKG se projeví obrazem BPRTw a sklonem osy doleva.

### Bifascikulární blokáda pravého a zadního svazku levého raménka Tawarova
Je kombinací poruchy vedení pravým raménkem a zadní svazkem levého. Na EKG se projeví obrazem BPRTw a sklonem osy doprava. Poměrně snadno přechází do trifascikulární, tedy úplné atrioventrikulární blokády. 